# Alain Savary
Alain Savary (Algeri, 25 aprile 1918 – Parigi, 17 febbraio 1988) è stato un politico francese.

## Biografia
Nel 1940, non appena la Francia fu occupata dall'esercito tedesco, si arruolò nella Resistenza francese gestendo la riorganizzazione delle forze armate antifasciste nella collettività d'oltremare Saint-Pierre e Miquelon, di cui fu giovane governatore. Dopo la guerra partecipò alla restaurazione dello Stato repubblicano, fu eletto deputato nazionale tra le file della Sezione Francese dell'Internazionale Operaia dal 1944 al 1946 e dal 1951 al 1958.
Nel 1956 fu nominato Segretario di Stato per gli Affari Esteri del gabinetto Mollet, ma si dimise a causa della sua opposizione alla politica repressiva del capo del governo durante la guerra d'Algeria, criticando in particolare l'arresto di Ahmed Ben Bella. Lasciò la SFIO nel 1958 perché criticava l'appoggio del movimento alla proposta di Charles de Gaulle di creare la Quinta Repubblica, basata su una nuova costituzione che prevedeva il presidenzialismo.
Con Pierre Mendès France fondò il Partito Socialista Autonomo, che divenne, nel 1960, il Partito Socialista Unificato (PSU). Nel 1964 tuttavia lasciò anche questa organizzazione e creò l'Unione dei Gruppi per il Rinnovamento della Sinistra, che aderì alla Federazione della Sinistra Democratica e Socialista, la quale sostenne la sfortunata candidatura di François Mitterrand alle elezioni presidenziali del 1965. Nel 1969 vari gruppi socialisti si unirono alla SFIO e crearono il Partito Socialista, di cui Savary fu il primo segretario nazionale.
Riconciliatosi con Guy Mollet, egli promise di avviare un "dialogo ideologico" con il Partito Comunista Francese come richiesto dalla base socialista del momento, ma si trovò a fronteggiare la crescente pressione degli oppositori interni che gli rimproveravano di rimanere troppo dipendente dal gruppo di Mollet e di non perseguire il rinnovamento del partito. Due anni più tardi, durante il Congresso di Épinay fu messo in minoranza e sostituito da François Mitterrand, che aveva presentato una mozione in cui auspicava l'alleanza con i comunisti sulla base di un programma comune.
Rieletto deputato nell'Alta Garonna nel 1973, venne nominato ministro dell'educazione nazionale nel 1981: in questa veste presentò un disegno di legge che limitava fortemente il finanziamento alle scuole private, ma a seguito di manifestazioni popolari il presidente Mitterrand ritirò il progetto e Savary preferì dimettersi, ritirandosi a vita privata. Dal 1974 al 1981 fu inoltre presidente del Consiglio regionale del Midi-Pirenei.